# Хошница
Хошница (словен. Hošnica) је насељено место у општини Словенска Бистрица, Подравска регија, Словенија.

## Историја
До територијалне реорганизације у Словенији била је у саставу старе општине Словенска Бистрица.

## Становништво
У попису становништва из 2011. године, Хошница је имала 200 становника.
| Број становника према пописима | Број становника према пописима | Број становника према пописима |
| ------------------------------ | ------------------------------ | ------------------------------ |
| 1991                           | 2002                           | 2011                           |
| 192                            | 193                            | 200                            |

Напомена: Године 1987. повећано за делове насеља Згорња Брежница и Лапорје.